# Арсеньевские бумаги
Арсе́ньевские бума́ги — собрание копий шведских документов XVII века из ГАШ и части семейного архива Якоба Делагарди. Документы хранились в библиотеке Юрьевского университета, у которого были приобретены в 1886—1891 годах Сергеем Васильевичем Арсеньевым.
В 1910 году сын Арсеньева Василий передал их в Новгородское общество любителей древности. Документы были опубликованы в «Сборнике трудов НОЛД» в переводах со шведского и немецкого языков, сделанных А. В. Полторацким и М. Ласковской. Предисловие к изданию было написано Сергеем Фёдоровичем Платоновым и Михаилом Валериановичем Муравьёвым.
Собрание состоит из 32 документов 1611—1615 годов включающих в себя: один договор, три королевских документа, семнадцать «листов» шведских военачальников и одна охранная грамота — все документы шведские; так же, одна грамота русских воевод, один «лист земских людей» и семь распросных речей русских людей.

## Список документов
- 1611 — Договор Новгородского Государства с Шведским военачальником Делагарди.
- 1612 — Отрывок листа Делагарди к Королю Карлу.
- 1613 — Распросные речи Богдана Дубровского.
- 1613 — Грамота воевод князей Дмитрия Трубецкого и Дмитрия Пожарского Осипу Хлопову.
- 1613 — Распросные речи двух купцов.
- 1613 — Приложение к листу Делагарди от 3 августа.
- 1613 — Распросные речи одного дворянина.
- 1613 — Отрывок листа земских людей Новгорода Великого к Королевичу Карлу-Филиппу.
- 1613 — Лист Эверта Горна Королю Густаву-Адольфу.
- 1614 — Распросные речи Никиты Калитина.
- 1614 — Распросные речи стольника Ивана Ивановича Чепчугова, Московского дворянина Никиты Остафьевича Пушкина и дворянина Романовца Фоки Дурова.
- 1614 — Мемориал Короля Густава-Адольфа Эверту Горну.
- 1614 — Лист Эверта Горна королю Густаву-Адольфу.
- 1614 — Инструкция Короля Густава-Адольфа Шведским Комиссарам.
- 1615 — Лист Эверта Горна Арвиду Теннессону.
- 1615 — Лист Эверта Горна Королю Густаву-Адольфу.
- 1615 — Лист Эверта Горна Королю Густаву-Адольфу.
- 1615 — Лист Эверта Горна к Арвиду Теннессону.
- 1615 — Лист Эверта Горна Королю Густаву-Адольфу.
- 1615 — Лист Эверта Горна Королю Густаву-Адольфу.
- 1615— Лист Якова Боборыкина и Матвея Муравьева к Делагарди.
- 1615 — Лист Якоба Делагарди, Фридриха Горна, Арвида Теннессона и Монса Мортенссона Королю Густаву-Адольфу.
- 1615 — Лист Якоба Делагарди. Фридриха Горна, Арвида Теннессона и Монса Мортенссона Королю Густаву-Адольфу.
- 1615 — Лист Якоба Делагарди, Фридриха Горна, Арвида Теннессона и Монса Мортенссона Королю Густаву-Адольфу.
- 1615 — Лист Якоба Делагарди, Фридриха Горна, Арвида Теннессона и Монса Мортенссона Королю Густаву-Адольфу.
- 1615 — Реляция Генриха Флеминга и его товарищей о переговорах между ними и посланными русских комиссаров.
- 1615 — Наказ Короля Густава-Адольфа шведским комиссарам. 1615 г. Лист Канцлера Оксеншерны шведским комиссарам.
- 1615 — Лист Якоба Делагарди, Арвида Теннессона и Монса Мортенссона Королю Густаву-Адольфу.
- 1615 — Выписка из памяти шведских послов Королю Густаву-Адольфу.
- 1615 — Охранная грамота русским послам от шведского посольства.
- 1615 — Лист Сванте Банера Королю Густаву Адольфу[2].